# Edgar Winter's White Trash
Edgar Winter's White Trash byla americká rocková skupina, kterou v roce 1971 založil Edgar Winter. Ve skupině hráli také například Rick Derringer a Jerry Lacroix. Občas ve skupině hrál také Edgarův bratr Johnny Winter.

## Diskografie

### Studiová alba
- Edgar Winter's White Trash (1971)
- Recycled (1977)

### Koncertní album
- Roadwork (1972)[1]